# Labelle (botanique)
Pour les articles homonymes, voir Labelle.

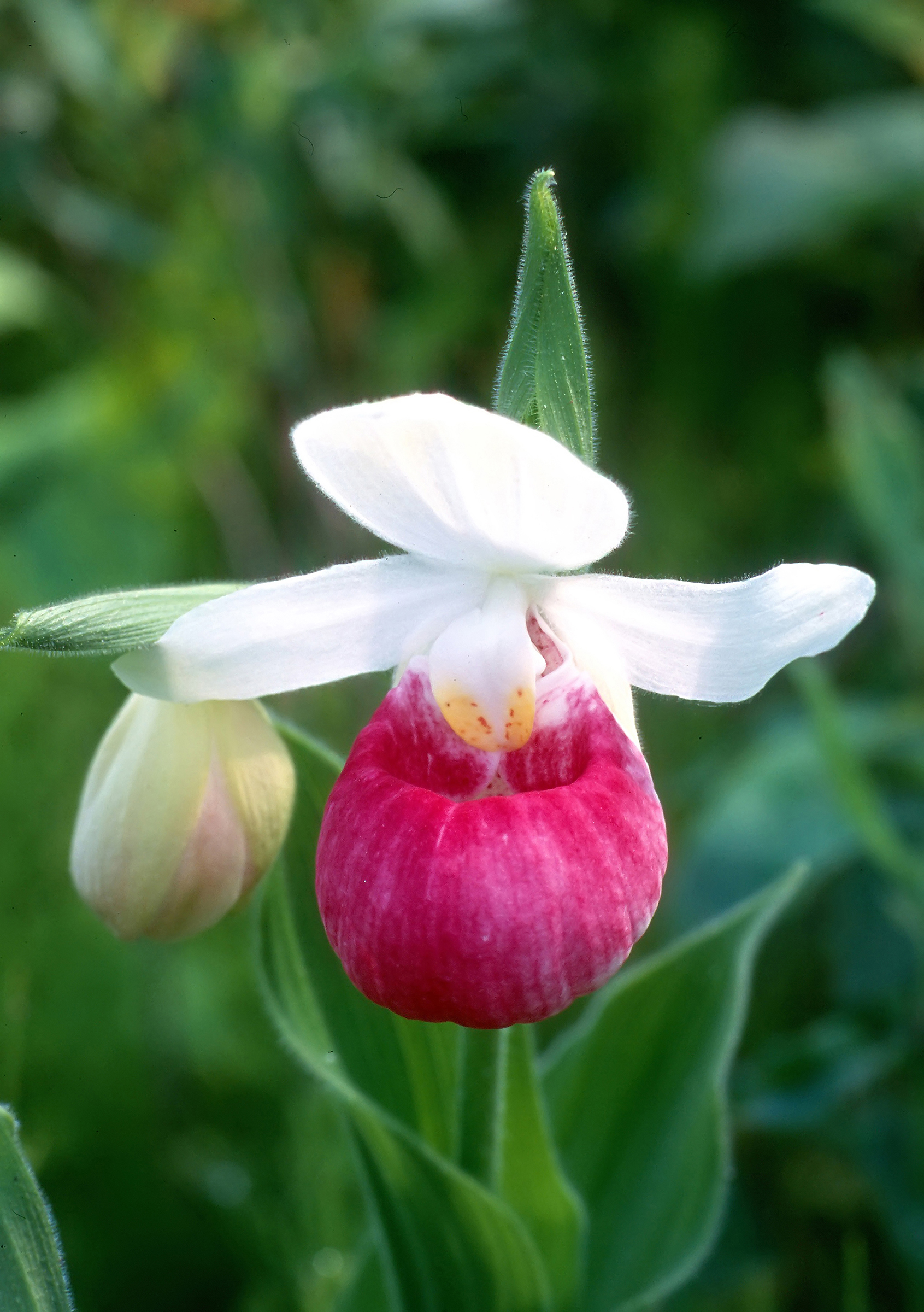
Labelle enflé de couleur pourpre de la canadienne Cypripedium reginae attirant les insectes par le haut de la poche. Une fois à l'intérieur, l'insecte doit sortir par des ouvertures latérales tout en traversant difficilement un dédale de poils, anthères et stigmates et assurant ainsi la pollinisation de la plante.

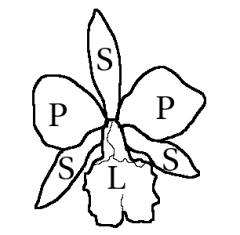
Disposition des pétales (P), sépales (S) et labelle (L) d'une fleur d'orchidée.

Le labelle (ou labellum) est une pièce florale constituant le troisième pétale médian de la fleur de certaines plantes telles que les orchidées. Il est de forme, de taille et de couleurs très variées selon les espèces. Sa fonction biologique est essentiellement d'attirer l'insecte pollinisateur et de lui procurer une plateforme d'atterrissage.

## Taxons concernés
Cet organe concerne avant tout les orchidées. Des structures équivalentes sont trouvées chez les Zingiberaceae, les Cannaceae et les Costaceae. Il dissimule parfois le gynostème comme chez les Cattleya.

## Origine évolutive
L'origine du labelle chez les Orchidées a fait couler beaucoup d'encre. Robert Brown en 1833 et Charles Darwin en 1895 ont proposé qu'il s'agissait de la fusion entre le pétale médian et deux anciennes étamines en forme de pétale. Actuellement l'opinion admise est qu'il s'agit d'une évolution du troisième pétale.

## Morphologie générale
La fonction essentielle du labelle est d'attirer jusqu'au gynostème, les insectes en quête de nectar, de pollen, de partenaire sexuel ou plus rarement d'abri nocturne. Ceci dans le but d'effectuer une fécondation croisée par pollinisation entomophile.
De forme presque toujours différentes des deux autres pétales et des sépales, le labelle est particulièrement visible, grand, orné et polymorphique : allongé et entier chez Platanthera, au lobe central bifide chez Himantoglossum robertianum, trilobé chez Dactylorhiza et Orchis, plan chez Coeloglossum, bombé chez Ophrys, en ruban torsadé chez certains Himantoglossum ou encore particulièrement enflé chez Cypripedium.
Du point de vue de sa texture, le labelle présente des poils comme le velours d'Ophrys, des reliefs en forme de callosités chez Serapias, des lamelles chez certains Anacamptis, des sillons chez Cephalanthera ; un sillon central et des dépressions latérales qui produisent du nectar chez Neottia ovata.
Du point de vue de la coloration, de nombreuses Orchidées sont ornées de points et de traits colorés afin de guider les insectes vers les organes sexuels. Certaines papilles peuvent également être colorées comme chez Orchis militaris.

Quelques formes de labelles caractéristiques
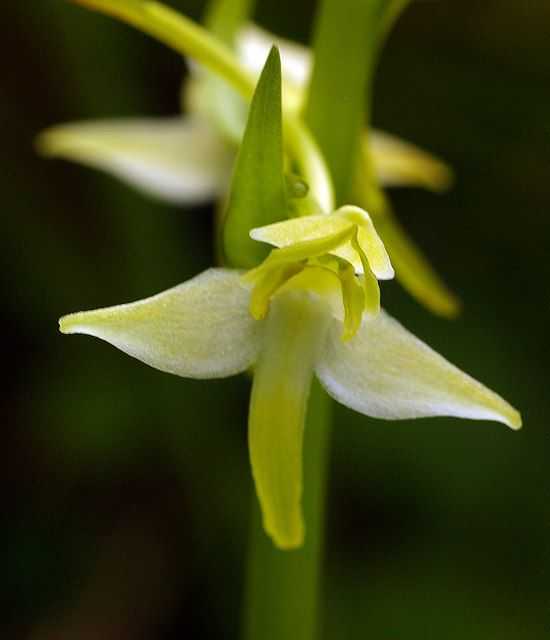
Labelle jaune et allongé de Platanthera chlorantha
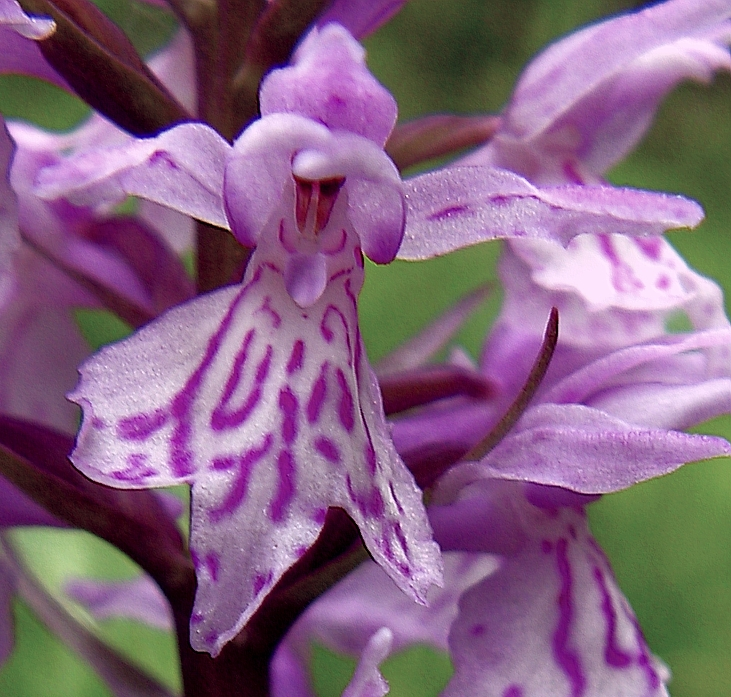
Labelle tacheté et trilobé de Dactylorhiza maculata
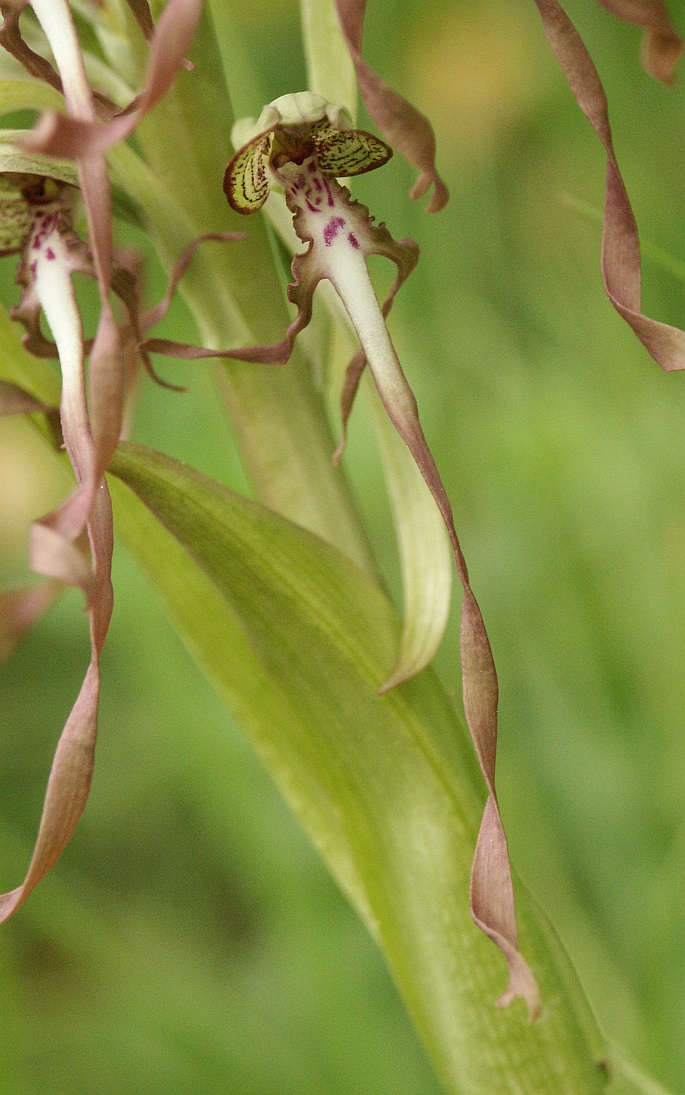
Labelle taché en ruban torsadé d'Himantoglossum hircinum
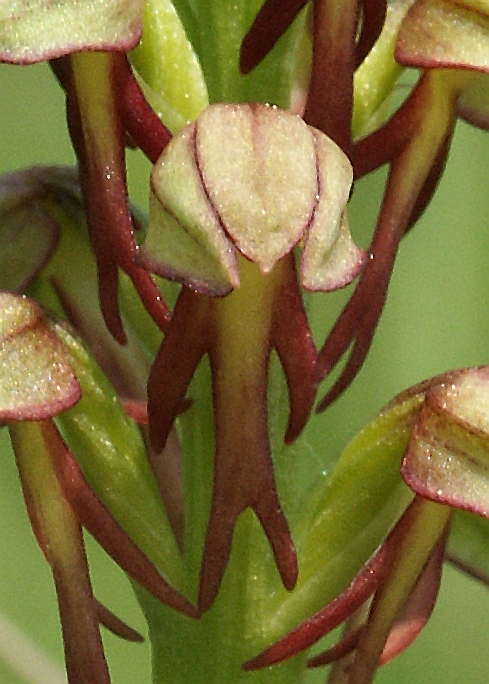
Labelle plan, glabre et quadrilobé d'Orchis anthropophora
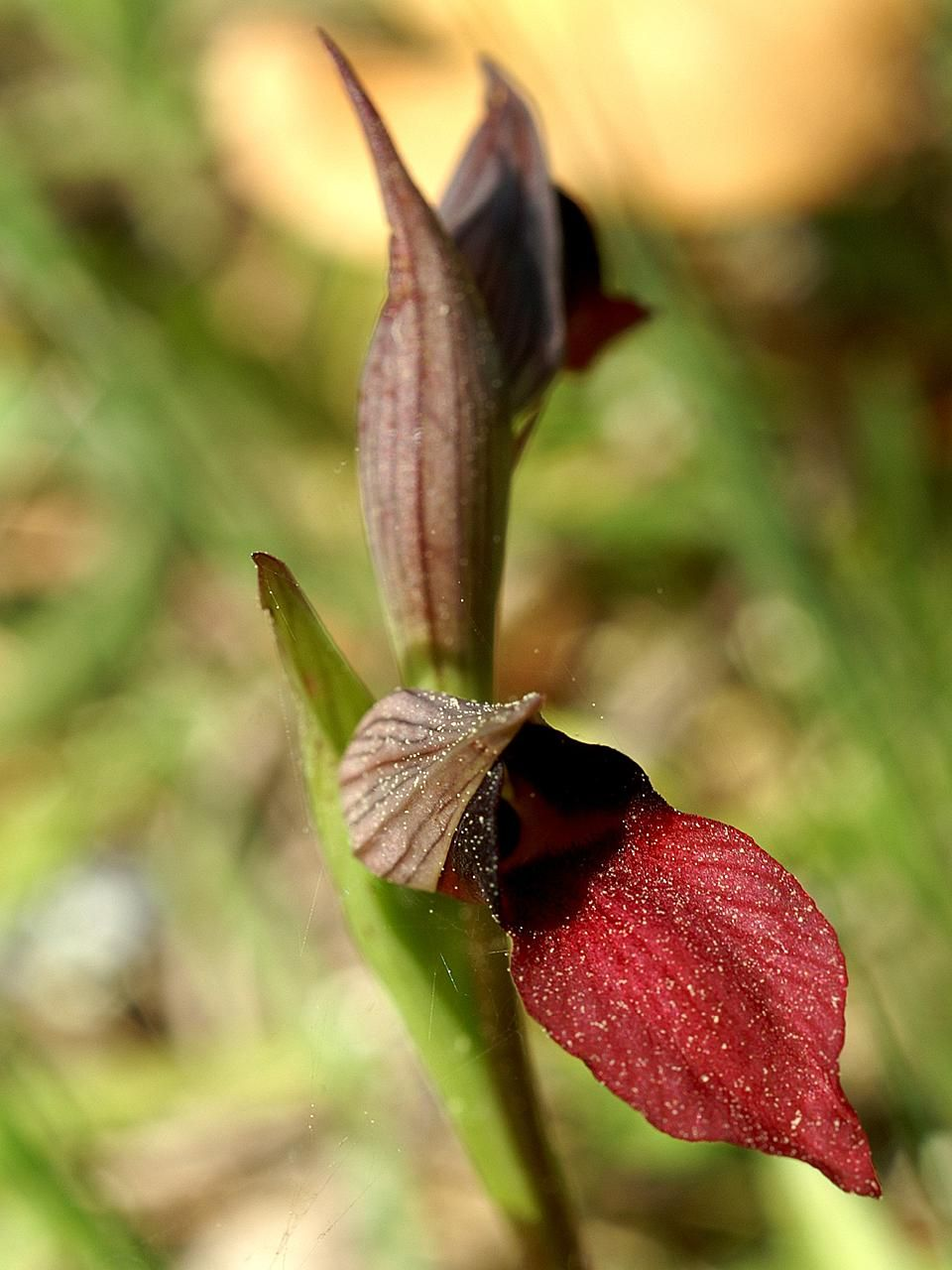
Labelle pourpre entier et calleux de Serapias lingua
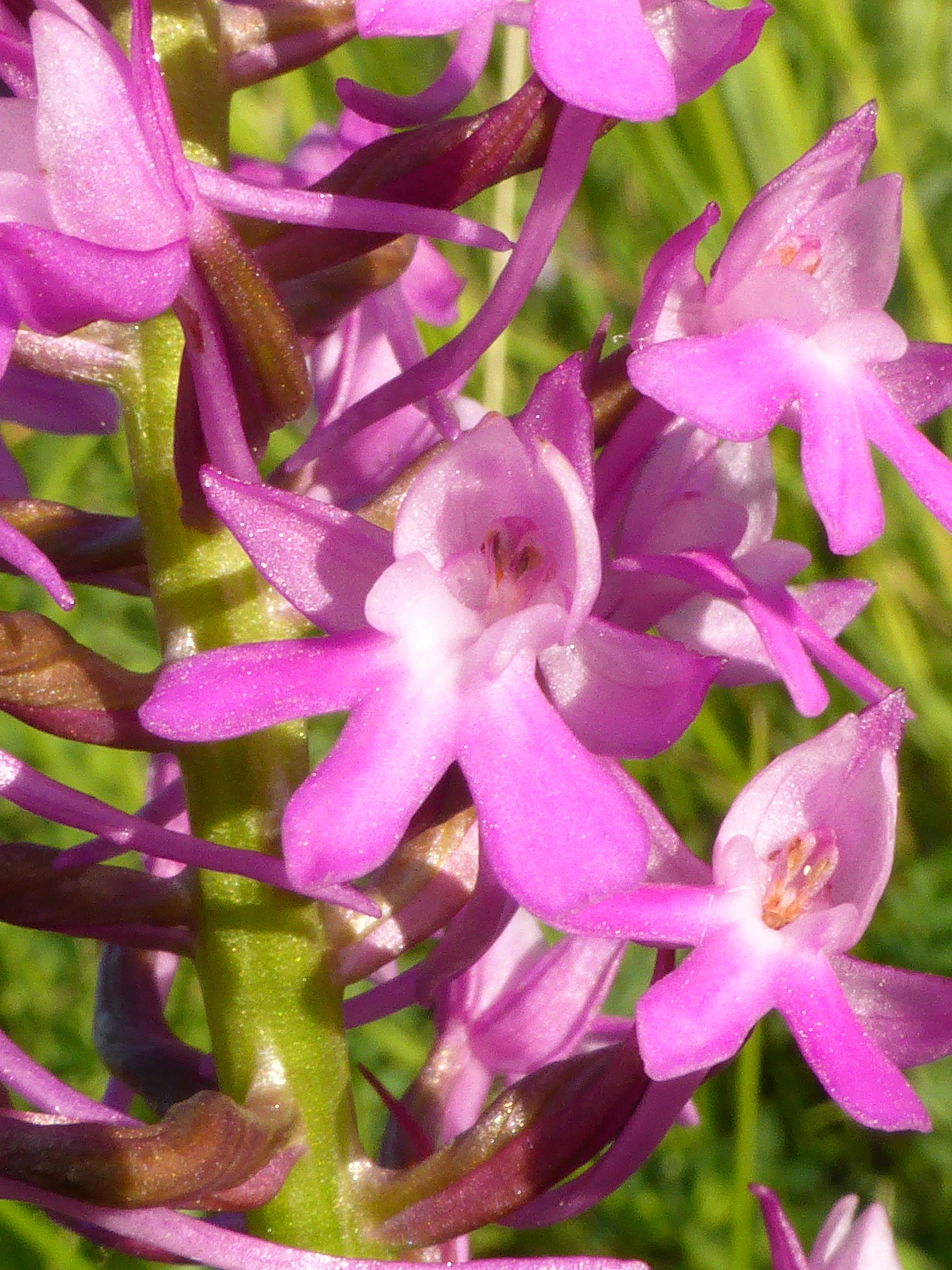
Labelle gravé de sillons d'Anacamptis pyramidalis

## Morphologies particulières

### Éperon
Pour un article plus général, voir Éperon (botanique).

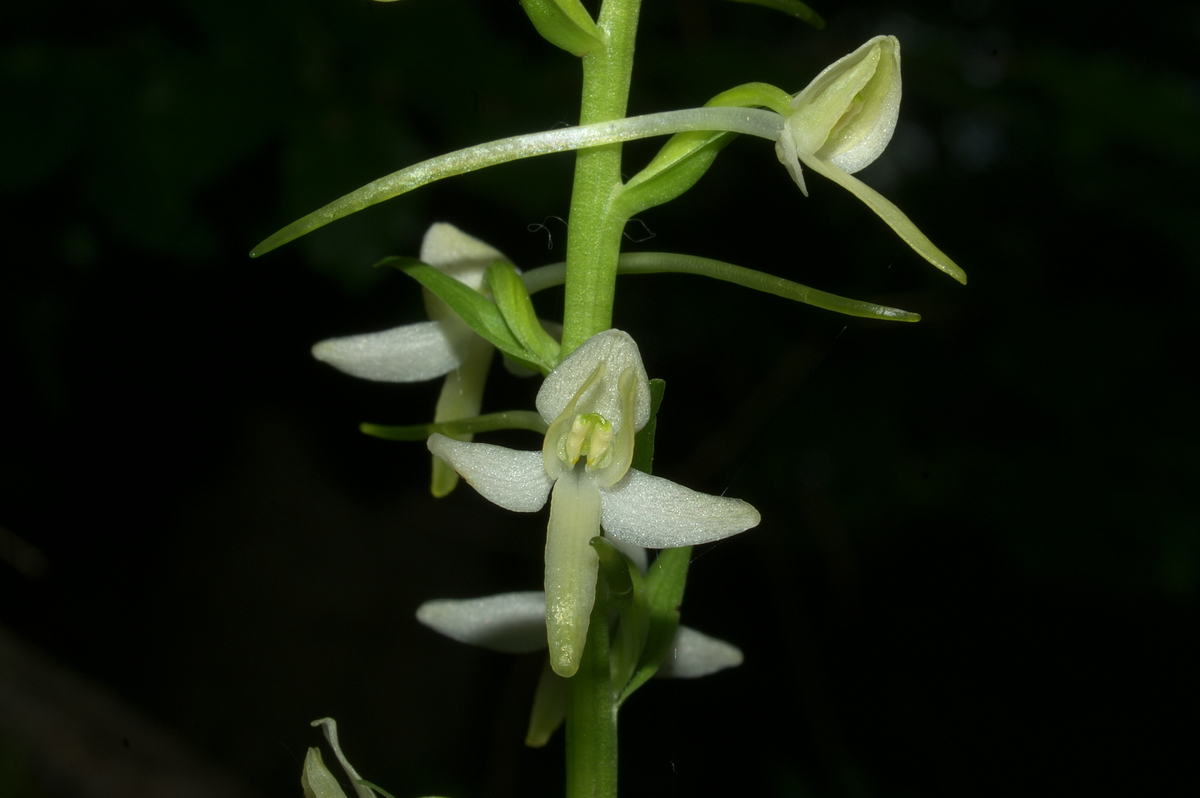
Éperon long, fin et descendant de Platanthera bifolia

Souvent, un éperon prolonge le labelle à l'arrière. Il peut être long, filiforme et descendant comme chez Platanthera bifolia ; épais et descendant comme chez Dactylorhiza fuchsii ; ascendant comme chez Anacamptis laxiflora, bulbeux comme chez Coeloglossum viride. Certains contiennent du nectar quand d'autres ne sont que des leurres.

### Résupination
Pour un article plus général, voir Résupination.

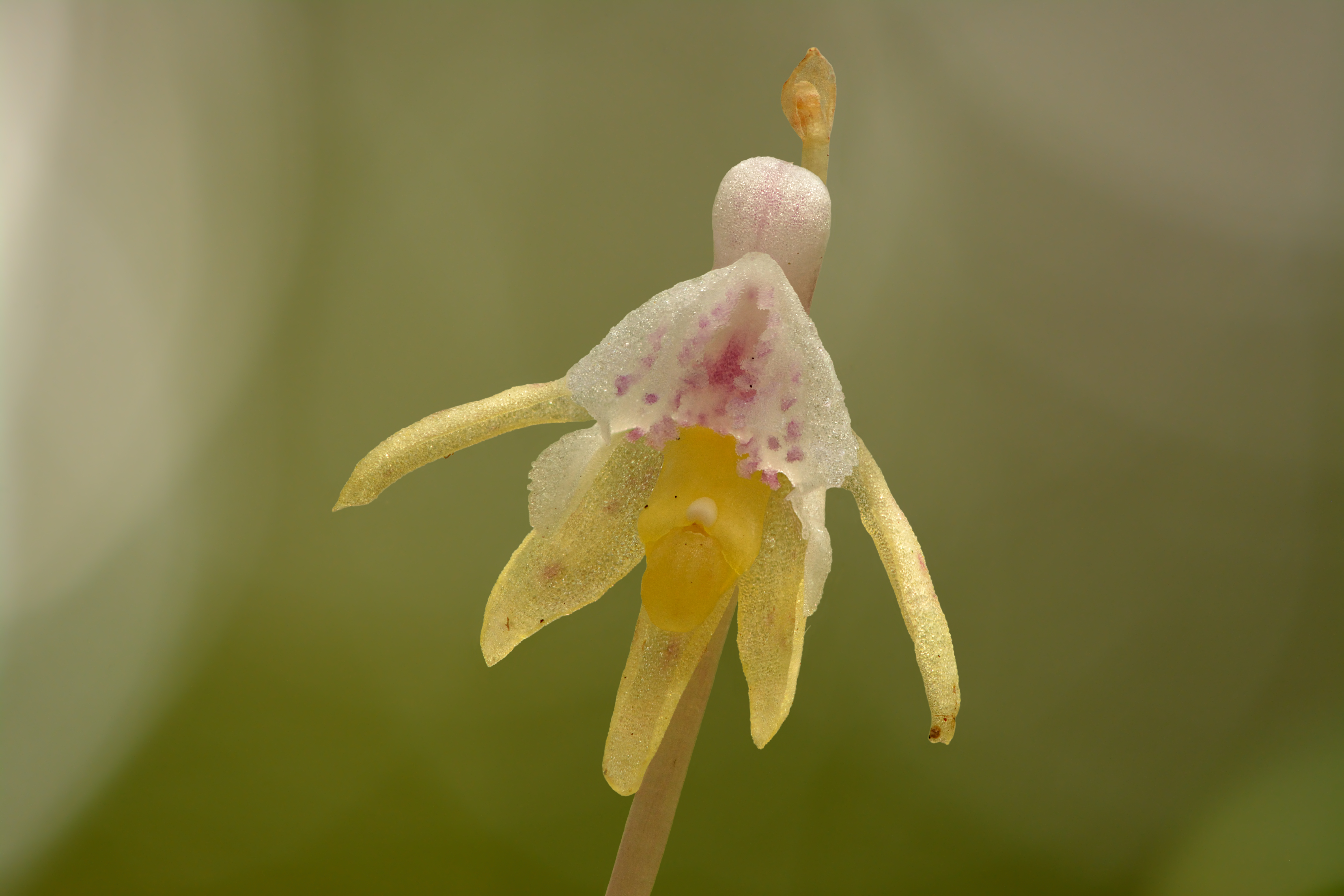
Labelle n'ayant pas subi de résupination d'Epipogium aphyllum et se trouvant en haut de la fleur.

Dans le bouton floral, le labelle est toujours plié en position élevée. Durant son déploiement, il peut rester dressé ou prendre une position basse, mais conservera la plupart du temps une orientation vers le haut. Dans le cas de la position basse, il subit une rotation nommée résupination par torsion de l'ovaire comme chez Cephalanthera, du petit pédoncule comme chez Listera ou par basculement de la fleur comme chez Ophrys.
Chez Hammarbya et Malaxis, le labelle est dressé après avoir subi une double rotation. Chez Epipogium aphyllum, le labelle ne se résupine pas, il conserve donc sa position dressée initiale. Ces labelles ne sont donc pas des plateformes d'atterrissage, sont moins extravagants et servent de protection pour le gynostème.

### Poils et papilles

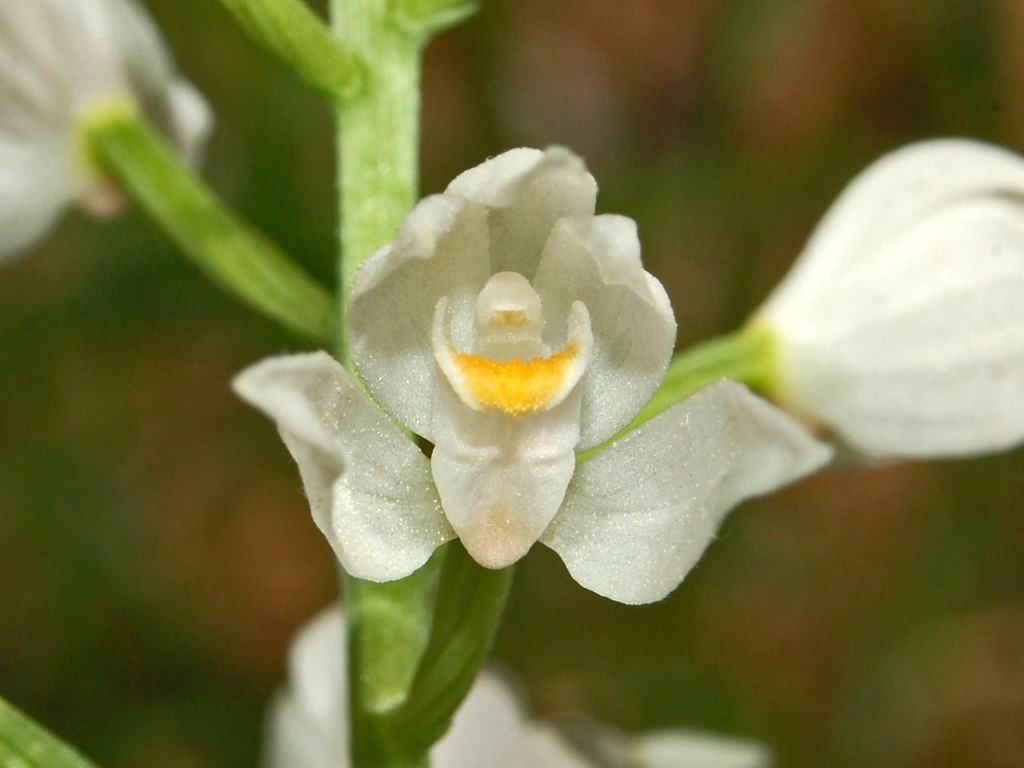
Labelle de Cephalanthera longifolia dont les papilles colorées servent de leurre en mimant le pollen de Cistus salviifolius

Le labelle présente souvent des poils ou de petites excroissances nommées « papilles » afin d'assurer une prise correcte aux insectes, mais il peut être glabre comme celui d'Orchis anthropophora chez qui cela contraste avec les surfaces rugueuses des autres pièces florales et fonctionne comme un guide tactile. Ces papilles sont parfois des récompenses grignotées par les insectes ; certaines sont colorées de jaune et forment du pseudo-pollen mimant un surplus de pollen tombé de la fleur ou celui d'autres espèces à l'instar de Cephalanthera longifolia qui mime Cistus salviifolius.
Chez les Ophrys, dont le labelle est un leurre mimant l'abdomen d'une abeille femelle pour attirer le mâle, l'orientation des poils du labelle donne à l'insecte un indice tactile du sens copulatoire. En effet, la plupart des fécondations se déroulent la tête orientée vers le gynostème mais soit certains insectes se trompent de sens et se corrigent grâce à l'indice pileux soit la fleur nécessite un sens de fécondation abdominal et se doit d'en avertir l'insecte : le sens de fécondation devant être toujours identique d'une fleur à une autre afin que les pollinies rencontrent le stigmate.
Le labelles de certains Serapias possèdent de longs poils nommés « trichomes » dont l'utilité n'est pas connue. Certains Cypripedium comme Cypripedium calceolus possèdent à l'intérieur de la cavité de longs poils qui se concentrent à mesure qu'ils se rapprochent du stigmate. Ils se chargent des phéromones des insectes visiteurs et attirent ainsi plus efficacement les suivants.

### Épichile et hypochile

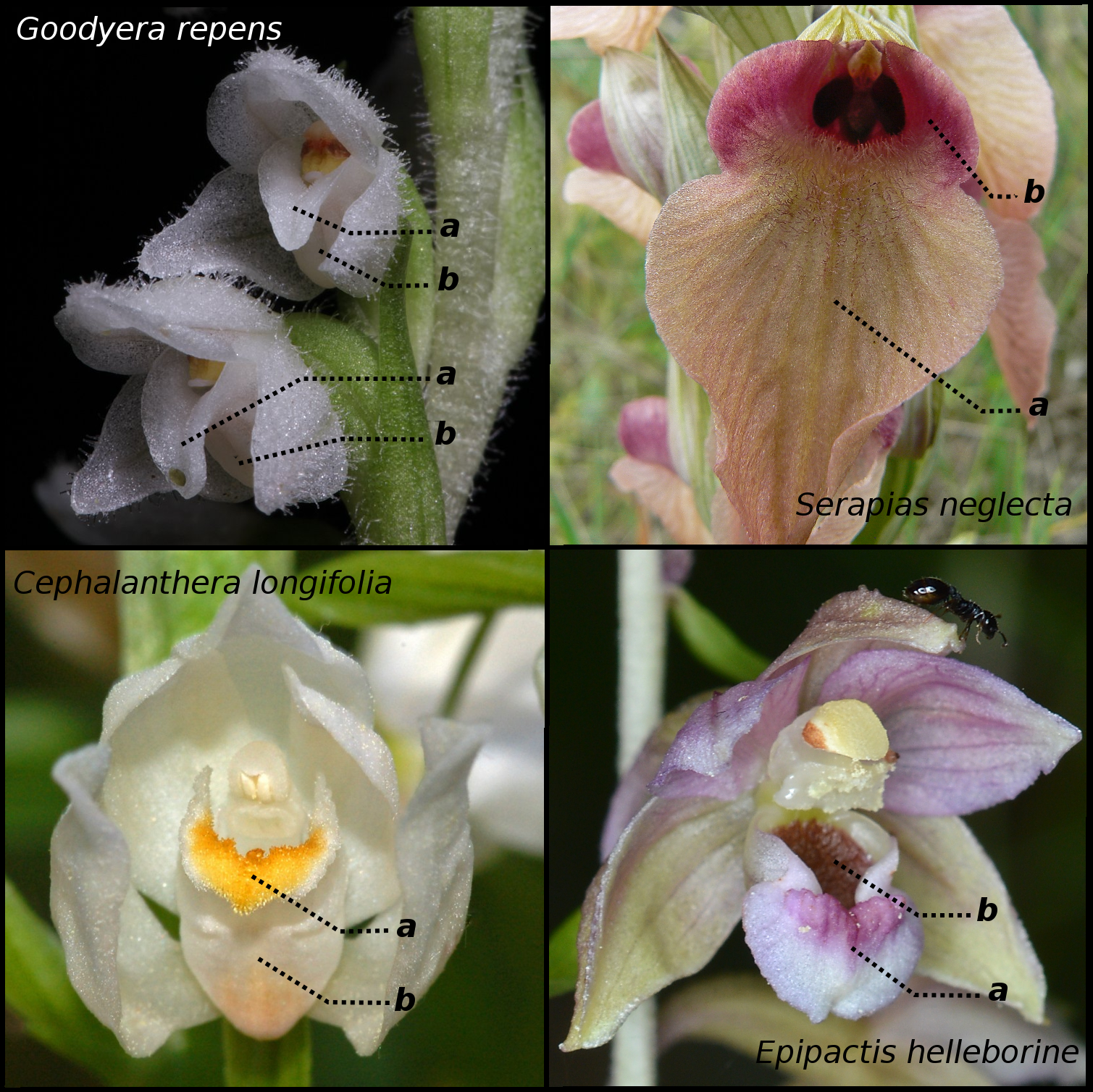
Labelle scindé en deux de plusieurs genres d'Orchidées. a) épichile ; b) hypochile.

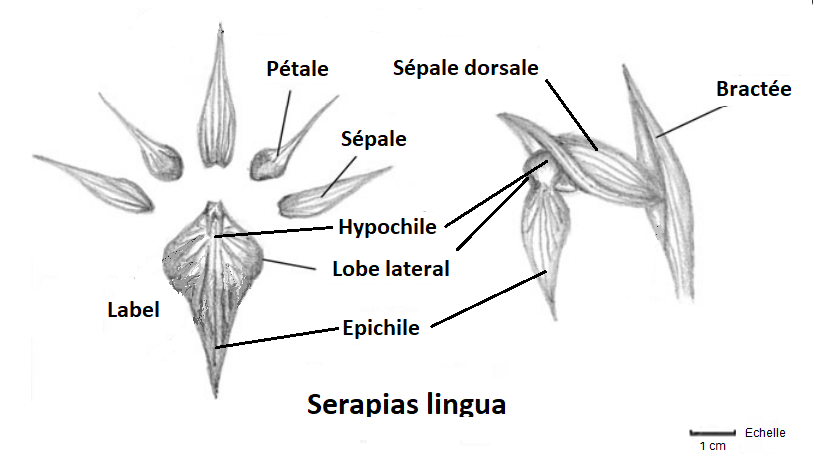
Schéma de la fleur de Serapias lingua

Chez Serapias ainsi qu'Epipactis, Cephalanthera et Goodyera, le labelle est scindé en deux parties : une apicale nommée « épichile » et une basale nommée « hypochile ». Dans ce cas, il y a souvent absence d'éperon. La liaison entre les deux peut être articulée ou immobile. L'hypochile cupuliforme d'Epipactis secrète du nectar.
Dans le cas d'une liaison articulée, l'animal pousse l'hypochile en espérant trouver du nectar dans l'épichile ; celui-ci, mobile, se baisse, invitant alors l'insecte à avancer ou à se repositionner. Se faisant, l'animal effleure le viscidium, qui dépose de la colle stigmatique sur son thorax, et frôle les pollinies, qui y déposent le pollen.

### Macule

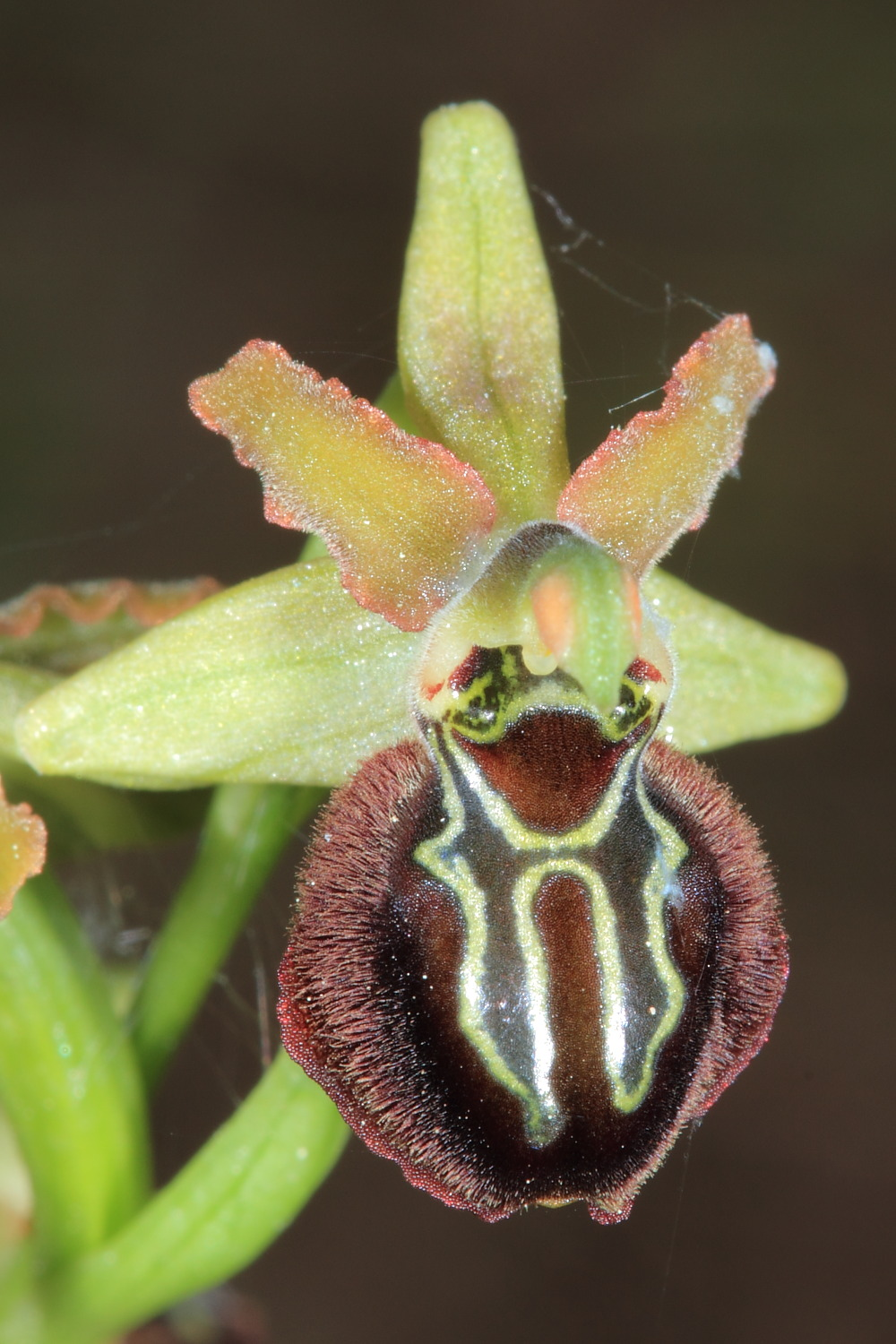
Macule bleu-gris en forme de « H » sur le labelle d'Ophrys sphegodes var. argentaria

Le labelle des Ophrys est orné de taches appelées « macules » ou « miroirs », la plupart du temps colorées de bleu-gris. Afin d'attirer les mâles d'abeilles solitaires en vue d'une pseudocopulation, ces macules miment les ailes des femelles renvoyant la lumière, ce qui pour un œil humain peut ne pas sembler évident. Certaines espèces comme Ophrys sphegodes ont une grande diversité de formes et il est difficile d'en faire un caractère botaniquement déterminant. Néanmoins, il se pourrait que leur dessin soit une répétition d’un même motif de base un nombre défini de fois mais plus ou moins altéré. De ce fait, la macule peut devenir un objet statistique permettant une discrimination fiable,.